# Tomaž Druml
Tomaž Druml (Feistritz an der Gail, 28 marzo 1988) è un ex combinatista nordico austriaco.

## Biografia
In Coppa del Mondo ha esordito il 4 marzo 2006 a Lahti (39°) e ha ottenuto l'unico podio il 3 febbraio 2013 a Soči (3°).  Non ha partecipato né a rassegne olimpiche né iridate.

## Palmarès

### Mondiali juniores
- 5 medaglie:
  - 2 ori (gara a squadre a Tarvisio 2007; sprint a Zakopane 2008)
  - 3 argenti (gara a squadre a Kranj 2006; individuale, gara a squadre a Zakopane 2008)

### Coppa del Mondo
- Miglior piazzamento in classifica generale: 29º nel 2010
- 1 podio (a squadre):
  - 1 terzo posto